# Neoscona sanghi
Neoscona sanghi är en spindelart som beskrevs av Gajbe 2004. Neoscona sanghi ingår i släktet Neoscona och familjen hjulspindlar. Inga underarter finns listade i Catalogue of Life.